# Fokker D.IV

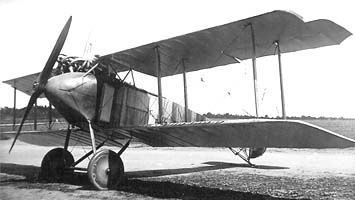
Fokker D.IV (1916)

De Fokker D.IV was een Duits jachtvliegtuig gebouwd door vliegtuigbouwer Fokker tijdens de Eerste Wereldoorlog. De eerste vlucht van deze militaire tweedekker was in 1916.
De D.IV was een doorontwikkeling van de Fokker D.III. Het was uitgerust met een watergekoelde Mercedes D.III 160 pk motor . Met de D.IV werd de vleugeltordatie voor de rolbesturing definitief afgedankt ten gunste van de effectievere rolroeren.
Het toestel is slechts in een kleine oplage gebouwd (totaal 44). Veertig gingen er naar de Duitse luchtmacht en vier naar de Zweedse luchtmacht.

## Specificaties
- Type: Fokker D.IV
- Fabriek: Fokker
- Rol: Jachtvliegtuig
- Bemanning: 1
- Lengte: 6,30 m
- Spanwijdte: 9,70 m
- Hoogte: 2,45
- Vleugeloppervlak: 21,0 m²
- Leeggewicht: 600 kg
- Maximum gewicht: 840 kg
- Motor: 1 × Mercedes D.III watergekoelde zescilinder lijnmotor, 160 pk
- Propeller: tweebladig
- Aantal gebouwd: 44
- Eerste vlucht: 1916

Prestaties
- Maximumsnelheid: 160 km/u
- Vliegbereik: 220 km
- Plafond: 5000 m
- Klimsnelheid: 5,6 m/s

Bewapening
- Geschut: 2 × vast 7,92 mm lMG 08/15 Spandau machinegeweer